# Simon Climie
Simon Climie (n. Londres, 7 de abril de 1957) es un cantautor y productor inglés. Es mayormente conocido por haber formado el dueto pop Climie Fisher junto a Rob Fisher en los años 80 y por haber colaborado en varios álbumes de Eric Clapton como Pilgrim, Riding with the King, Reptile y The road to escondido.

## Biografía
Climie nació en el barrio Fulham, de la ciudad de Londres. Entre 1986 y 1990 formó junto a Rob Fisher el dúo Climie Fisher, con la discográfica EMI. Después de disolverse el dueto, Climie firmó con Columbia Records la realización de un álbum solista, que fue Soul Inspiration en 1992. De todas formas, este álbum solista no pudo igualar el éxito que habían obtenido algunos temas de Climie Fisher en las listas.
Después de esto, Climie comenzó su carrera como productor, produciendo y escribiendo canciones para varios cantantes de la década de los 90, como Louise Redknapp y MN8. 
A fines de esa década, Climie comenzó a trabajar junto a Eric Clapton, produciendo y, en ocasiones, coescribiendo sus canciones.
En 2005 produjo el álbum Royal Albert Hall London May 2-3-5-6 2005 de la banda Cream. También trabajó junto a Michael McDonald, exintegrante de la banda Doobie Brothers en algunos de sus álbumes. 
Climie produjo el álbum The Distance (2009) del ganador de American Idol, Taylor Hicks.

## Discografía

### Álbumes

#### Con Climie Fisher
- 'Everything (1988)
- Coming In for the Kill (1989)

#### Como solista
- Soul Inspiration (1992)

### Sencillos
- "Soul Inspiration" (1992) (alcanzó el puesto 60° en el Reino Unido,[1] el 44° en los Países Bajos y el 60° en Alemania)
- "Does Your Heart Still Break" (1993) (71° en Alemania)
- "Oh How The Years Go By" (1993)